# Sinularia platysma
Sinularia platysma är en korallart som beskrevs av Philip Alderslade och Baxter 1987. Sinularia platysma ingår i släktet Sinularia och familjen läderkoraller. Inga underarter finns listade i Catalogue of Life.